# SBS6
SBS6 est une chaîne de télévision généraliste nationale néerlandaise commerciale privée appartenant au groupe Talpa Network.
Les chaînes néerlandaises Net5, Veronica et SBS9 appartiennent également au groupe Talpa Network (anciennement SBS Broadcasting B.V. (en)).

## Histoire de la chaîne
Au départ SBS Broadcasting System veut dire « Système scandinave de télédiffusion ». Lorsqu'en 1995 le SBS Broadcasting Group a commencé à s'exporter en dehors de la Scandinavie, l'un des premiers pays où ils ont mis en place un canal de télévision a été les Pays-Bas avec le programme SBS6. SBS6 devenant ainsi la troisième station de télévision néerlandaise commerciale après RTL 4 et RTL 5.
Lorsque la station SBS6 a été lancée, elle était en concurrence frontale avec le canal de Véronica. Les deux stations de télévision SBS6 et Véronica voulaient être disponibles sur le canal 6 de la télévision des téléspectateurs néerlandais. Finalement SBS6 a gagné ce challenge.
Au début du XXIe siècle, le SBS Broadcasting Group a élargi sa liste de chaînes de télévision néerlandaise avec le programme Net5. En 2004, Veronica a été ajouté à la liste des chaînes.
En 2011, les trois chaînes de télévision (SBS6, Veronica et Net5), les deux guides TV Magazine (Veronica et Total TV), les activités de production, de conception et de texte ont été vendus à Sanoma (67 %) et Talpa Media Holding (33 %).
En 2015, le groupe de télévision Sanoma et Talpa Media Holding décide de lancer une nouvelle chaîne de télévision aux Pays-Bas nommée SBS9 pour pouvoir ainsi utiliser le canal 9 des réseaux de distribution de la télévision en Hollande.

### Identité visuelle (logo)

Logo de SBS6 de 2005 à 2013
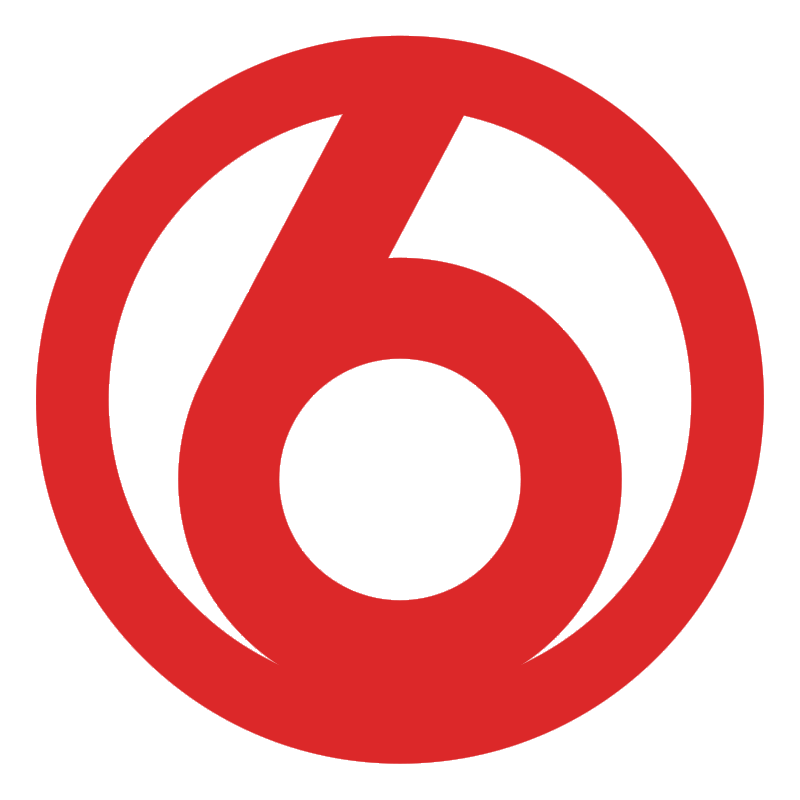
Logo de SBS6 de 2013 au 2 août 2018
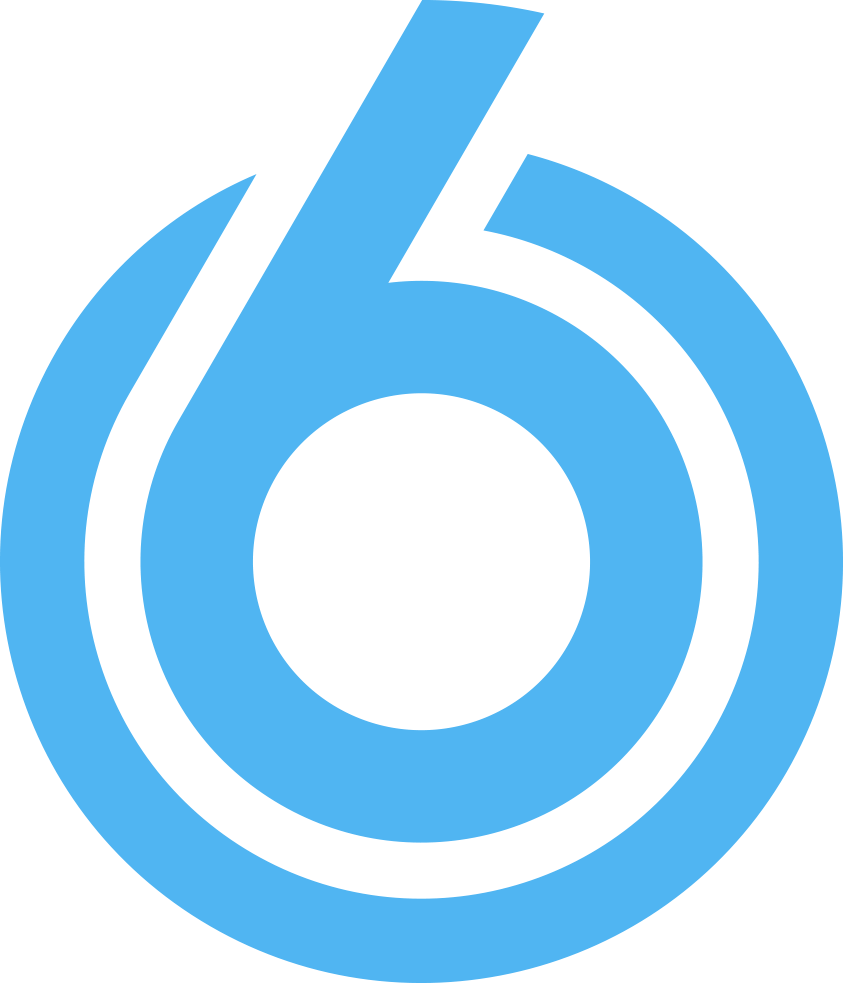
Logo de SBS6 de 2 août 2018 au 2 février 2023
Logo de SBS6 depuis le 2 février 2023

## Programmes

### International
- According to Jim
- Castle
- Coronation Street
- Diagnosis: Murder
- Flashpoint
- Heartbeat
- House
- Little House on the Prairie
- Medical Emergency (en)
- NCIS
- The Fresh Prince of Bel-Air
- My Wife and Kids
- The Mentalist
- The Sing-Off
- Who's the Boss?

### Local
- Bouw je droom
- De hoofdprijs (nl)
- Hart van Nederland (nl)
- Lotto Weekend Miljonairs
- Reportage (nl)
- Shownieuws (nl)
- Trauma Centrum (nl)
- Domino Day

### Sports
- BDO World Darts Championship (en)
- Marathon de patinage de vitesse
- PDC World Darts Championship
- Championnat du monde Red Bull de course aérienne
- Matchs de qualification de l'équipe des Pays-Bas de football à la Coupe du monde de football et le Championnat d'Europe de football (tous les matchs à domicile et amicales)